# Tomasz Hofmokl

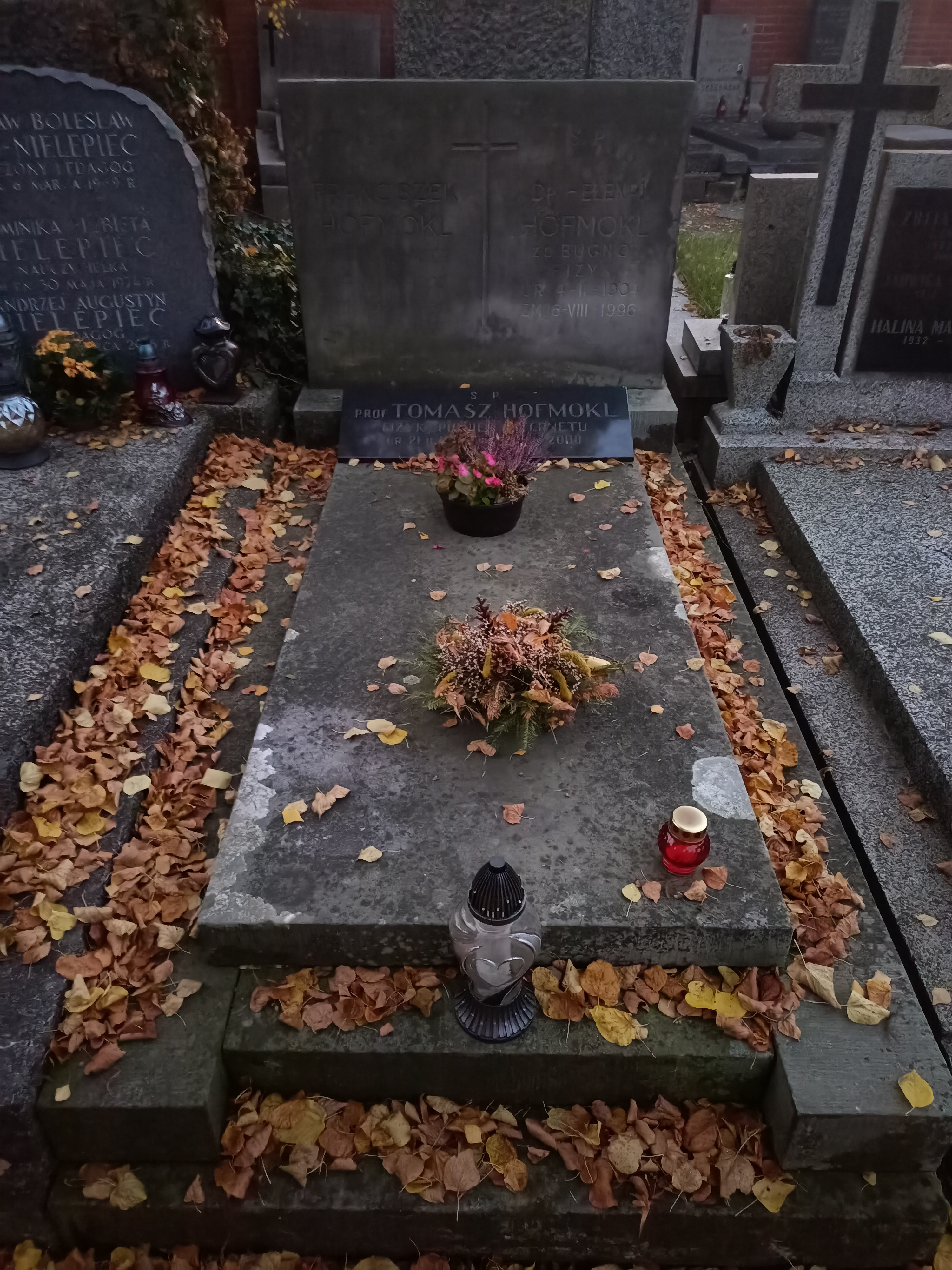
Grób Tomasza Hofmokla na cmentarzu Powązkowskim

Tomasz Hofmokl (ur. 21 lutego 1936, zm. 5 września 2000 w Warszawie) – fizyk, profesor Uniwersytetu Warszawskiego, dyrektor Instytutu Fizyki Doświadczalnej, założyciel i do 1999 dyrektor NASK, pierwszego operatora Internetu w Polsce.

## Życiorys
Absolwent Wydziału Fizyki UW. Od 1989 profesor. W latach 1990–1994 dyrektor Instytutu Fizyki Doświadczalnej. Zajmował się fizyką cząstek elementarnych, a zwłaszcza oddziaływaniami cząstek przy wielkich energiach; najbardziej są znane jego prace na temat oddziaływań dużej krotności oraz fotoprodukcji cząstek powabnych.
W 1990 został pełnomocnikiem Komitetu Nauki i Postępu Technicznego przy Radzie Ministrów do spraw przyłączenia Polski do międzynarodowej akademickiej sieci EARN/BITNET. Pełnił funkcję przewodniczącego Zespołu Koordynacyjnego Naukowej i Akademickiej Sieci Komputerowej (przy Uniwersytecie Warszawskim), który powołany został dla ujęcia w ramy organizacyjne podejmowanych przez środowisko naukowe inicjatyw budowy polskiej gałęzi Internetu (POLIP, POLska sieć IP). W 1993, po usamodzielnieniu się Zespołu Koordynacyjnego i przekształceniu w Naukową i Akademicką Sieć Komputerową (NASK), objął funkcję jej dyrektora, którą pełnił do końca 1999.
Popularyzator fizyki, przez wiele lat współredagował czasopismo „Delta”.
Zmarł w Warszawie, spoczywa na cmentarzu Powązkowskim (kwatera 146c-1-16).
Teść Justyny Hofmokl.

## Upamiętnienie
W 2018 NASK zaczął przyznawać nagrody im. Tomasza Hofmokla.